# Elías Uribe
Elías Uribe Rodríguez, conocido como El Terry Uribe, es un utillero y masajista mexicano que actualmente forma parte del cuerpo técnico del Club Deportivo Guadalajara. 
Nace en 1971 en la ciudad de Guadalajara, Jalisco; creciendo en la región de Zapopan, cursó la carrera de contaduría pública, y desde hace más de dos décadas se dedica a ser utilero. Llega al Club Deportivo Guadalajara en 1987, cuando Guillermo 'Platanito' Hernández lo invita a formar parte del cuerpo técnico, habiendo ya tenido un trabajo previo como utilero de la Selección de Clubes Unidos.
La admiración por el equipo y la cercanía que tenía con el club, hicieron que Elías se interesara por formar parte de él. Asistía constantemente a los entrenamientos del equipo desde temprana edad, poco tiempo después inicia a trabajar en las instalaciones del club, primeramente en las canchas de tenis, luego en la terraza, donde logró establecer relación con grandes personalidades del club lo que le valdría hacerse del puesto de utilero tiempo después.
La primera oportunidad se le presenta en la década de los 1980s cuando Guillermo Hernández era director técnico del Club Deportivo Tapatío, le pide su ayuda ya que el utilero se encontraba enfermo ese día. Tiempo después, al profesor Hernández le dieron la oportunidad de ser preparador físico de la Selección Jalisco, ahí fue donde El Terry aprovechó y escaló algunos peldaños para llegar al máximo circuito.
Cuando El Platanito Hernández regreso a ser preparador físico de Chivas, le pide a Elías que se una al equipo, entrando justo cuando Alberto Guerra sale como entrenador y en su lugar entraba Ricardo La Volpe.
Su constancia y permanencia del club se ha dado por su gran responsabilidad, característica que predomina hasta en los momentos más difíciles, como el día de la muerte de su padre, ya que a pesar de que falleció acudió a trabajar por la mañana al entrenamiento para despedir al equipo que viajó a Perú ese día; y por la tarde le dio sepultura a su padre, el señor Manuel Uribe Ortega.